# Суб Марђине (Караш-Северин)
Суб Марђине (рум. Sub Margine) насеље је у Румунији у округу Караш-Северин у општини Армениш. Oпштина се налази на надморској висини од 419 m.

## Становништво
Према подацима из 2002. године у насељу је живело 235 становника, од којих су сви румунске националности.